# Albert Haberer (Künstler, 1933)

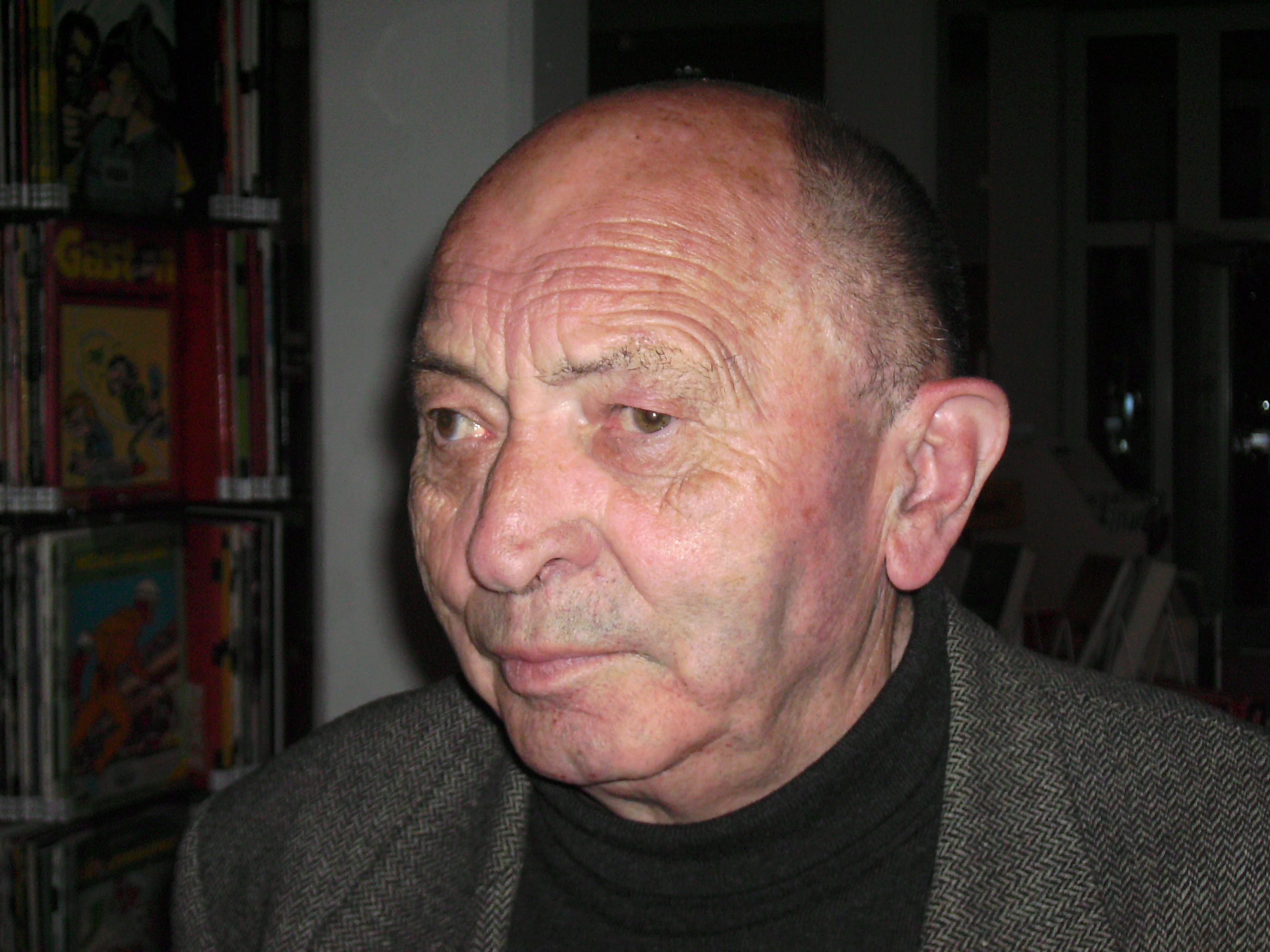
Albert Haberer (2008)

Albert Haberer (* 14. November 1933 in St. Ingbert; † 15. April 2020 in St. Wendel) war ein deutscher Bildender Künstler und Kunstpädagoge.

## Biografie
Albert Haberer verbrachte seine Kindheit und Jugend in der saarpfälzischen Stadt St. Ingbert. 1954 legte er am dortigen Realgymnasium sein Abitur ab. Von 1954 bis 1960 studierte er das Fach Malerei am Saarbrücker Hochschulinstitut für Kunst- und Werkerziehung bei Boris Kleint. Parallel dazu studierte er an der Universität des Saarlandes Kunstgeschichte und Geschichte, u. a. bei Josef Adolf Schmoll genannt Eisenwerth. Seine Staatsexamensarbeit widmete er dem religiösen Aspekt im Werk des St. Ingberter Malers Albert Weisgerber. Von 1960 bis zu seiner Pensionierung im Jahr 1996 war Haberer im höheren Lehramt als Kunsterzieher und Geschichtslehrer tätig, 35 Jahre davon am Cusanus-Gymnasium in St. Wendel.
Neben seiner Lehrtätigkeit bekleidete Haberer etliche ehrenamtliche Positionen. Ab 1975 war er vier Jahre lang als Landesvorsitzender seiner Standesorganisation, des Bundes Deutscher Kunsterzieher, tätig. Von 1975 bis 1985 war er Vorsitzender der saarländischen „Lehrplankommission Kunst“, bis 1996 Vorsitzender der Landesfachkonferenz „Bildende Kunst für das Gymnasium“. Haberer war einer der Initiatoren der St. Wendeler „Galerie im Zwinger“, eines Zusammenschlusses regionaler Künstler mit einer Kunstgalerie in einem alten städtischen Gebäude, dem mittelalterlichen „Zwinger“. Neben Haberer waren die ersten Galeristen unter anderem Leo Kornbrust, Axel Büttner und Aloys Ohlmann.
1964 heiratete Haberer Maria Feichtner, mit der er drei Töchter und einen Sohn hatte. Er starb im April 2020 im Alter von 86 Jahren in St. Wendel.

## Werk
Haberer unternahm zahlreiche Studienreisen, vor allem in die mediterranen Regionen. Die Eindrücke von diesen Reisen inspirierten ihn zu Zyklen und Serien in seinem künstlerischen Schaffen. In gleicher Weise eignete er sich im Laufe der Jahre seine favorisierte Region Lothringen an. Der eigene Anspruch in seiner Kunst begründete sich auf das Humboldtsche Postulat des universellen Wissens. Seine breit angelegten Kenntnisse in unterschiedlichen Bereichen ermöglichten ihm nicht nur die intellektuelle Auseinandersetzung mit Literatur, Musik und Geschichte; auch aktuelle Themen aus Politik und Gesellschaft reizten ihn zur kritischen künstlerischen Umsetzung. Dazu äußerte sich sein Berufskollege Carsten Mayer: „Haberers Werk zeugt von differenzierter Bewusstheit der Probleme des künstlerischen Schaffens, ist von Reflexionen durchsetzt, die andeutungsweise den reichen Wissenshorizont durchscheinen läßt.“
Seinen Ärger über Politik und gesellschaftliche Ungereimtheiten verarbeitete er immer wieder in seinem Schaffen; so ließ er schon einmal einen Kampf-Jet in die St. Wendeler Basilika einschlagen oder den saarländischen „Napoleon“ Oskar Lafontaine seinen eigenen Kopf im Schoß halten.
Ein Themenbereich, der breiten Raum in seinem Schaffen einnahm, war das weibliche Geschlecht. In zahlreichen Arbeiten griff Haberer dieses Thema auf, überzeichnete die gängigen Klischees und führte mit übertriebenen Darstellungen weiblicher Reize konservative Weltbilder vor und zugleich ad absurdum.
Haberer besaß ausgeprägte Fähigkeiten im Bereich der Komposition. Insofern war sein Hang zur Verarbeitung architektonischer Elemente besonders ausgebildet. In seinen Bildern von Landschaften und Gebäudeensembles oder in Stillleben zeigt sich sein feines Empfinden für Architektur und Kompositorik. Er ordnete seine Arbeiten, legte sie an wie ein Architekt in unverwechselbarer Handschrift. Haberers Werke sind in ihrer Fläche häufig zweigeteilt. Ein ruhiger, flächiger Bereich, oft monochrom angelegt, tritt in Bezug zu den abgebildeten Objekten und erzeugt so den vom Künstler angestrebten Spannungsbogen.
Albert Haberer benutzte in seinen Arbeiten sowohl die Technik der Collage als auch das Instrumentarium der Malerei in Öl, Acryl und Kasein.

## Ausstellungen

### Einzelausstellungen (Auswahl)
- 1962: Kulturhaus der Stadt St. Ingbert
- 1970: Cusanus-Gymnasium (St. Wendel)
- 1979: Galerie Renate Treinen (St. Ingbert)
- 1980: Galerie Française (Saarbrücken)
- 1983: Domgalerie (St. Wendel)
- 1985: Rathausgalerie (St. Ingbert); Galerie Oeil (Forbach); Galerie im Zwinger (St. Wendel)
- 1989: Dom-Galerie (St. Wendel) Zykjus Der Tod und das Mädchen
- 1993: Kunstforum Leismann, später Kunstforum Baden-Badener Versicherung, St. Ingbert
- 2001: Museum St. Wendel
- 2003: Galerie Pfeiffer (St. Wendel)
- 2008: Museum St. Wendel, Reiseerinnerungen und Anderes (1998–2008)
- 2013 Galerie im Rathaus, Arbeiten aus 50 Jahren (St. Ingbert)

### Gemeinschaftsausstellungen (Auswahl)
- 2015: Museum St. Wendel, Träger des Mia-Münster-Preises der Stadt St. Wendel (Leo Kornbrust, Adolf Bender, Annemarie Scherer, Albert Haberer, Aloys Ohlmann)

## Kunst im öffentlichen Raum (Auswahl)
- 1960: Bildfries (Südschule St. Ingbert)
- 1962: Altarbild (Mosaik) (Mathildenstift St. Ingbert)
- 1964: Wandmosaik (Mühlwaldschule St. Ingbert)
- 1968: Betonglasfenster (Volksbank St. Ingbert)
- 1973: Betonglasfenster (Einsegnungshalle St. Wendel-Bliesen)
- 1975: Wandmosaik (Volksbank St. Ingbert-Rentrisch)
- 1988: Wandbild (Brasserie de Saverne, Saverne)
- 1996: Wandbild (Amtsgericht St. Wendel)
- 1997: Wandbild (Sparda-Bank, Neunkirchen (Saar))

## Auszeichnungen / Preise
- 1999: Mia-Münster-Preis der Stadt St. Wendel

## Publikationen
- Die Gestaltung des religiösen Themas im Werke Weisgerbers. [Staatsexamensarbeit]. Kunsthistorisches Institut der Univ., Saarbrücken 1959.
- Albert Haberer – Gemälde-Ausstellung. Kulturhaus der Stadt St. Ingbert. [Katalog]. St. Ingbert: Kulturamt der Stadt, 1962.
- Mia Münster (1894–1970) zum Gedenken. In: Heimatbuch des Landkreises St. Wendel 18 (1979/80), S. 78 f. (online als PDF).
- Galerie im Zwinger St. Wendel – künstlereigenes Forum. Dokumentation von 1976 – 1981. Zsstell.: Albert Haberer, Aloys Ohlmann. Eigenverl., St. Wendel 1982.
- Albert Weisgerber. Begleitheft zur gleichnamigen Dia-Serie. Mit 24 Farbdias von Werken Weisgerbers. Hrsg.: Landesinstitut für Pädagogik und Medien (LPM). LPM, Dudweiler 1992, ISBN 3-928189-05-0 (Begleitheft) ISBN 3-928189-09-3 (Diaserie).